# Peter Luo Xuegang
Peter Luo Xuegang (chiń. 羅雪剛; ur. 20 lutego 1964) – chiński duchowny katolicki, biskup Suifu od 2012.

## Życiorys
Święcenia kapłańskie otrzymał 30 listopada 1991.
Wybrany biskupem koadiutorem biskupa Johna Chen Shizhong. Sakrę biskupią przyjął z mandatem papieskim 30 listopada 2011. 16 grudnia 2012, po śmierci poprzednika został biskupem ordynariuszem Suifu.